# Xuanzong II
Xuanzong II (27 de julho de 810 — 7 de setembro de 859) foi imperador da China sendo um dos maiores revolucionários da história desse país.
Contribuiu para o avanço cultural e tecnológico de várias maneiras. Baixo este regime, começaram os primeiros avanços na química, com o uso de jogos pirotécnicos.
Alguns éxitos podem ser marcados por dois pontos importantes:
- A derrota para os mongóis.

- Sua contribuição para a centralização do governo.